# Лика
Лика (хрв. Lika) је географска и историјска област која у ужем смислу обухвата простор Личког поља, између планине Велебита на западу и Личког средогорја на истоку, у данашњој Хрватској. У ширем смислу, под појмом Лике подразумева се и Крбава, са Гацком и лапачким Поуњем. Током старије историје постојала је стара Личка жупанија у саставу средњовековне Хрватске, а касније је за време османске власти постојао Лички санџак. Потом је у саставу Војне крајине постојала Личка регимента, а затим Личко-оточко окружје и потом Личко-крбавска жупанија. Простор Лике данас највећим делом припада Личко-сењској жупанији. Најљепши дио Лике чине Плитвичка језера која се састоје од 16 мањих и већих језера из којих настаје ријека Корана.

## Име
По једној легенди, Лика је добила име по лîку. Лîк је у икавици ријеч за „лијек“. По другој легенди, Лика је добила име по грчкој ријечи λύκος (ликос) што значи „вук“, а Лика је позната по томе да у њој живи много вукова. Међутим, према неким тумачењима, Лика је добила име по својој карактеристици, земља са пуно воде, на латинском liquor, као и келтском leik, значи течност.

## Географија
Лика као географски појам настала је по ријеци Лици, која извире у Метку. Историјски појам Лике, из 10. вијека, односио се само на порјечје горњег тока ријеке Лике. Касније се појам Лике шири на подручје између Мале Капеле, Велебита и Пљешевице као и Личког Поуња.
Лика је континентална регија, омеђена планинама Велебитом на западу и југу те Пљешивицом на истоку. Сјеверна граница је прилично неодређена јер Огулинско подручје представља прелаз између Лике и Горског Котара. Читаво подручје може се окарактерисати као планинска зараван подијељена мањим планинским ланцима у више цјелина (Гацко Поље, Крбава, Личко Поуње и др.). Има велики стратешки и саобраћајни значај јер представља међу континенталног и приморског дијела Хрватске. Кроз Лику пролазе магистрални путеви Загреб - Сплит и Загреб - Задар, ауто-пут Загреб - Сплит, те жељезничка пруга Загреб - Книн - Сплит.

### Рељеф
У рељефном погледу овај крај представља полигенетску котлину (тектонско-флувијално-крашку) ограничену Велебитом (Вагански врх 1.758 m) и Сињским билом (1.494 m) на југозападу и западу и Пљешевицом (Озеблин 1.657 m) и Капелом (1.375 m) на североистоку. Развођа на овим планинама чине границе Лике. Развође изнад десне стране Зрмање представља југоисточну границу овог краја према Далмацији, док северна граница према Горском котару није прецизно одређена.
Дно ове котлине представља висока личка површ флувијално-крашког порекла. Ова површ састоји се од неколико кречњачких заравни и више крашких поља са 500–700 m надморске висине. Крашка поља ограничена су попречним кречњачким гребенима. Личка површ је добро изражена око Лике, Гацке, Крбавског и Грачачког поља. Она се према југоистоку везује за површ око западнобосанских крашких поља.
Планине које окружују котлину припадају средње високим планинама. Углавном су изграђене од мезозојских кречњака и непропустљивих старомезозојских и палеозојских стена (Велебит). Планина Велебит једна је од највећих планина Динарског планинског предела. Има дужину од 130 km, а диже се непосредно изнад Јадранског мора. Планински ланац Капеле подељен је седлом Билом (888 m) на Велику (дугачку 40 km) и Малу Капелу (дугачку 50 km). Целокупан ланац пружа се од Мркопаљског и Равногорског поља у Горском котару до Плитвичких језера у Лици и захвата површину од 4.660 km². Подручја Велебита и Капела су скрашћена, са многобројним шкрапама, вртачама и остењацима (кукови, зупци). На југоистоку од Плитвичких језера диже се Пљешевица. Њено палеозојско језгро покривено је мезозојским кречњацима.
Крашки рељеф у Лици присутан је у свим својим облицима. Због тога овај терен припада теренима холокрашког типа. Холокрас Лике се према северу и североистоку наставља у крас Горског котара и Карловачки крас, док је од Кордунског краса одвојен раседно-ерозивним одсецима Капела. Према југоистоку холокрас Лике везује се за Западнобосански високи крас и нижи Далматински крас.
Највеће облике крашког рељефа представљају крашка поља. Личка поље издвајају се међу пољима овог краја са површином од 460 km². Њих чине Липово, Косињско, Пазаришко, Брезово и Госпићко поље. Налазе на просечној надморској висини од 550 m, а простиру се на максималној дужини од 38 km односно ширини од 18,5 km. Ова поља су сува (нису плављена). Госпићко поље је карактеристично по високим хумовима (400 m). Остала већа поља, која нису у саставу Личких поља, су: Гацко, Крбавско, Титовокореничко, Лапачко и Грачачко поље. Сем ових постоје и бројна мања крашка поља: Дрежничко, Кракерско, Јасеничко, Брињско, Дабарско, Трновачко, Чанак-Козјанско, Јагодње, Мазинско поље итд. У северозападном делу Лике налази се карактеристична крашка висораван, сва избушена вртачама, позната под називом Дулиба.
Од подземних крашких облика истичу се пећине које представљају највеће пећине Хрватске. Церовачке пећине, осим што су највећи, чине и најлепши спелеолошки објекат у Хрватској. Налазе се код железничке станице Церовац (на прузи Грачац - Книн). Састоје се од Доње и Горње Церовачке пећине које заједно имају дужину канала 3 200 m. Обе су пуне украса, имају велике дворане, поноре, подземна језера. Горња пећина одликује се високим травертинским стубовима (до 10 m) и „пећинским огледалима”, док је Доња позната по налазима керамике илирско-келтске културе. Ове пећине некада су представљале поноре Грачачког поља. Када су постале суве почело је формирање пећинског накита. Данас су уређене за туристичке посете. У наносима ових пећина, у слојевима плеистоцена, пронађен је и први налаз прачовека (човечја кост) у Динарском красу. Сем овог пронађени су и налази великог броја костију пећинских медведа. Осим ове позната је и пећина Самоград код Перушића, као и многе пећине у околини Плашког. Најпознатија јама у Лики је јама Балинка која је дубока преко 235 m, а налази се покрај пута и пруге Плашки - Личка Јасеница.
Околина Плашког позната је по многобројним понорима и врелима. Најпознатије понорнице Хрватске налазе се у Лици.

### Клима
Битне карактеристике климе у Лици су врућа и сушна љета као и хладне зиме уз велику промјењивост падавина. У средњој Лици и Гацкој доминира умјерено континентална клима са свјежим љетом, а на појасу Велебита заступљена је планинска (сњежно-шумска) клима. Клима је оштра с релативно кратким вегетационим периодом. Средња јануарска температура је од -2 °C до -5 °C. Дио заравни и поља има средњу јануарску температуру од око -2 °C, а планине од -4 °C до -5 °C. У јулу у заравнима средња температура је 18 °C, а највиши планински дијелови имају температуру од 12 °C до 14 °C. Годишња амплитуда температура износи мало више од 19 °C у вишем дијелу, а у нижем више од 20 °C. Апсолутне максималне температуре највише су у дну поља у кршу и у долинама, оне могу бити врло високе до 35 °C.
Бура је најчешћи вјетар у Лици. Хладан је и сув, понекад оркански (до 180 km/h), а дува из унутрашњости према Јадранском мору. У Лици снијег рано падне и дуго се задржи. Средином октобра падне на вршном појасу Велебита и Пљешивице, а на дну завале у другој половини новембра. Средње максималне висине крећу се од 40 до 70 cm у нижим дијеловима, до изнад 150 cm на највишим дијеловима. Снијег се задржава од два мјесеца у нижим дијеловима, па до чак пола године у вишим планинским дијеловима.

## Историја
У античко доба подручје Лике насељава илирско племе Јаподи. Њих је у I вијеку прије нове ере покорила римска војска, али су и даље задржали своју племенску аутономију, бавећи се номадским сточарством. Романизација овог простора је била само површна, јер је Римљанима било најважније осигурати путне комуникације. До већих промјена долази распадом царства и сеобама народа, кад се на личко подручје досељавају словенска племена (Срби и Хрвати). Они успостављају своју управну организацију, оснивајући племенске жупе Гацку, Крбаву и Лику. Постоје теорије да су након устанка Људевита Посавског у слабо насељену Лику франачки владари преселили знатан број Авара, који су се касније стопили с Хрватима. С развојем и јачањем хрватске државе, долази до пораста становништва и већег степена друштвене организације, а с тим и до подјеле старих родовских жупа у Лици. Тако настају нове жупе Бужане, Хотуча, Лапац, Пласе и друге. О порасту значења Лике унутар Угарског краљевства говори и оснивање Крбавске бискупије 1160. године, са сједиштем прво на Мрсињу изнад Коренице, а затим на Удбини. Материјални остаци из тог раздобља су незнатни, јер су већину цркви и утврђења уништили Турци. Доказ тадашњег степена развоја је и постојање штампарије у Косињу крајем 15. вијека.
Турски продори на ово подручје почињу након пада Босне (1463), да би кулминирали Крбавском битком 1493. године, у којој је уништена хрватска феудална војска. Између 1522. и 1524. турска војска заузима читаво подручје Лике, с изузетком Гацке долине и Бриња. Старосједилачко хрватско становништво тада готово у потпуности нестаје, а на њихово мјесто досељавају се православни Срби из других српских подручја, углавном из Босне, тако је у Лици знатно повећан број Срба (које су називали „Власима“, тако су Србе називали Турци што се до данас одржало) те мањи број Хрвата који су прихватили исламску вјеру. Турци су за овај простор 1580. основали Крчко-лички санџак са сједиштем у Книну и главним личким упориштем на Удбини. Такво стање је потрајало све до великог аустријско-турског рата (1683—1699) у којем је под водством свештеника Марка Месића ослобођена читава Лика осим Личког Поуња.
Након коначног протјеривања Турака током 1688. и 1689. године, Хабзбуршка монархија је ставила Лику под непосредну управну власт Дворске коморе, док је организација војних послова повјерена Карловачком генералату, на који је 1714. године пренета и сва земаљска управа. Тиме је Лика у потпуности ушла у састав Војне крајине под чијом ће јурисдикцијом остати остати све до њеног развојачења 1873. године.
Како је Лика ослобођена од Турака, у њој је било доста Срба досељених за турског времена. Сад се у Лику досељавају и Срби из Далмације, а многи који су раније пребјегли испред Турака на сјевер поновно се враћају у старе насеобине. Тако Срби из околине Оточца насељавају Вребац и Комић. Пресељеници из Брлога сада насељавају Пећане и Јошан. Једна група српских породица сели се из прокика у Западној Лици у Мутилић на Удбини. Срби из Далмације насељавају Зрмању, Грачац и Медак. Мјеста у Крбави насељавају Срби из Купреса, Грахова и Кнезпоља. Велику Попину и Мазин насељавају Срби из Книнске крајине у Далмацији. У Брувно се преселила једна група породица из Дивосела и околине Госпића. Манојло Грбић помиње докуменат из ког се види како Јурај Крижанић, повјереник карловачког генерала за Лику дозвољава косињском кнезу Вукашину Милеуснићу да се са 40 српских кућа пресели у Широку Кулу.
Како су Личани у почетку пружали отпор строгом војном режиму, 1746. је основана посебна војно-управна територија Личке регименте (пуковније), да би се учврстила контрола над овим крајем. Општа милитаризација Лике, у којој је све било подређено потребама сталног ратовања, знатно ће утицати на менталитет њеног становништва.
Средином 1873. године спроведено је развојачење свих делова хрватске и славонске војне крајине, укључујући и подручје локалних личко-крбавских регименти (Личка и Оточка), али развојачене области нису одмах прикључене Краљевини Хрватској и Славонији, већ су добиле посебну земаљску управу, која се делила на шест крајишких окружја, међу којима је било и посебно Личко-оточко окружје. Тек 1881. године, сва крајишка окружја прикључена су Краљевини Хрватској и Славонији, која је тиме добила границу на рекама Уни и Сави. У оквирима проширене Краљевине, прикључена окружја наставила су да постоје све до 1886. годинне, када је жупанијско уређење протегнуто и на те просторе, тако да је на подручју Личко-оточког окружја створена нова Личко-крбавска жупанија.
Распадом Аустроугарске монархије 1918. године, Лика улази у састав Краљевине Срба, Хрвата и Словенаца (Југославије). Личко-крбавска жупанија се укида 1922. године и Лика постаје део Приморско-крајишке области, да би потом, 1929. године ушла у састав Савске бановине, а 1939. године у састав Бановине Хрватске. Током Другог светског рата, регион је био под окупацијом такозване Независне Државе Хрватске, да би након рата постао део нове социјалистичке Југославије у оквиру које је административно припадао СР Хрватској.
Средином 1990. гоидне створена је Заједница општина Сјеверне Далмације и Лике, као регионална заједница општина у југословенској федералној јединици Хрватској. Крајем исте године, поменута заједница општина трансформисана је у САО Крајину, која је обухватала и Лику. У време отцепљења Хрватске од Југославије, САО Крајина је крајем 1991. године трансформисана у Републику Српску Крајину, која је обухватала и Лику. Хрватска је на то одговорила доношењем допуне Уставног закона (1992), чиме су формално установљена два аутономна котара, са седиштима у Глини и Книну, тако да је Аутономни котар Книн требало да обухвати и општине са српском већином у Лици. Почетком 1995. године, формулисан је План З-4 који је обухватао и стварање локалних српских аутономних јединица под суверенитетом Хрватске, а једна од њих је обухватала и већи део Лике. Након операције Олуја (1995), Лика је у цеини интегрисана у састав Хрватске, која је у међувремену одустала од спровођења у дело одлуке о стварању аутономних котара, а одредбе о њиховом оснивању су 2000. године путем измена и допуна изостављене из Уставног закона.

## Становништво
На подручју Личке регије, односно предратне Заједнице општина Лике, односно општина Оточац, Госпић, Кореница, Доњи Лапац и Грачац, по попису становништва из 1991. године, живело је 82.883 становника и то сљедећег националног састава:
- Срби - 41.546 (50,12%)
- Хрвати - 37.719 (45,50%)
- остали, већином Југословени - 3.618 (4,38%)

Лика је кроз цели 20. век била изложена депопулацији узрокованој различитим факторима - аграрном пренасељеношћу, затим Првим и Другим свјетским ратом (усташким покољем Срба, а било је и доста људи у различитим покретима, четницима и партизанима), потом исељавањем становништва у развијенија подручја и на крају у грађанском рату 1991—1995. када је у акцији „Олуја“ протјерано готово сво српско становништво. Посљедица свега тога је да данас на подручју Лике живи свега око 50.000 становника, док је прије само 80 година тај број износио приближно 200.000 становника.
Након поновног насељавања у 18. веку, Лика је постала национално изразито мјешовито подручје, с готово подједнаким бројем хрватског и српског становништва. По етничком саставу могу се издвојити два основна подручја: западни дио (Бриње, Госпић, Оточац и Перушић) у којем доминирају Хрвати, те источни дио (Доњи Лапац, Грачац и Кореница), гдје су већину становништва чинили Срби. Упркос сталном исељавању и етничком чишћењу током рата 1991—1995, та се подјела и данас може уочити. Срби су и према попису из 2001. године већина у општинама Доњи Лапац и Врховине, а чине значајан удио у општинама Грачац, Плашки, Плитвичка Језера и Удбина. Насупрот томе, на подручју Госпића и Оточца Хрвати чине преко 90% становништва.

## Привреда
Лика је традиционално рурално подручје с развијеним ратарством (узгој кромпира) и сточарством. Индустрија је незнатна и ослања се углавном на прераду дрва. Та незагађеност би се могла показати као главна предност Лике у ближој будућности и туристичком развоју. За то постоје велики потенцијали - унутар Лике су два национална парка (Плитвичка Језера и Сјеверни Велебит), а важни су фактори и близина далматинских љетовалишта и добра саобраћајна повезаност.

## Управа
Највећи дио Лике налази се у саставу Личко-сењске жупаније, најрјеђе насељене и економски најнеразвијеније хрватске жупаније. Административно је Лика подијељена на два града (Госпић и Оточац) и седам општина (Бриње, Доњи Лапац, Ловинац, Перушић, Плитвичка Језера, Удбина и Врховине). Мањи дијелови личког простора припадају другим жупанијама: на сјеверу су општине Јосипдол, Плашки и Саборско у Карловачкој жупанији, а на југу Грачац у Задарској жупанији.

## Познати Личани
- Никола Тесла - један од највећих проналазача и научника 20. века
- Јосиф Панчић - познати српски научник и ботаничар
- Јосиф Рајачић - српски патријарх
- Никола Хајдин - председник САНУ
- Стево Чутурило - српски педагог и писац
- Стојан Аралица - сликар
- Светозар Прибићевић - политичар
- Јованка Будисављевић Броз - супруга југословенског председника Јосипа Броза Тита
- Гојко Ајдуковић - лични лекар Јосипа Броза Тита
- Миле Будак - један од оснивача усташког покрета
- Марко Орешковић - народни херој
- Раде Кончар - народни херој
- Анте Старчевић - политичар и књижевник
- Раде Шербеџија - познати југословенски глумац
- Јанко Вуковић-Подкапелски - морнарички контраадмирал
- Богдан Лончар - жандармеријски наредник
- Никола Граовац - академски сликар
- Стефан Боца - епископ Српске православне цркве
- Славко Штимац - познати југословенски глумац
- Владо Калембер - музичар
- Омер-паша Латас - велики турски војсковођа
- Сава Косановић - политичар, државник, дипломата и публициста.
- Петар Бига - генерал
- Емануел Цвјетићанин - генерал
- Зоран Мандић - песник, књижевни критичар
- Никола Плећаш - кошаркаш
- Милан Граховац - трофејни српски параолимпијац
- Бобан Стојановић - политиколог и доктор политичких наука

## Занимљивости
- У Косињу се налазила прва штампарија у Хрватској и у југоисточној Европи уопште, коју су основали кнезови Франкопани. У њој је 1483. штампан глаголски мисал, најстарија хрватска штампана књига. Све до тад штампане књиге биле су на латинском језику и писму, па је Мисал из 1483. прва књига штампана на народном језику и писму уопште.
- Према броју и разноврсности заштићених природних објеката и локалитета Личко-сењској жупанији припада једно од водећих, а по њиховој удели у укупној површини, водеће место међу хрватским жупанијама (2.368 km² или 58% површине свих националних паркова и паркова природе у Хрватској). Међу њима средишње место заузимају Национални парк "Плитвичка језера", Национални парк "Пакленица" и Национални парк "Северни Велебит" те Парк природе и светски резерват биосфере "Велебит".
- Планине које са запада надолазећу наоблаку коче и задржавају над личким пољем чине ову регију заштићеном од влажних ветрова с југа односно мора, но врло плодном, а у естетском смислу врло разноликом и занимљивом. Код подвелебитског приморја, се аеросол намеће као превладавајућа сила која обликује флору, а тиме и фауну па и рељеф обале жупаније. Наиме атмосфера обогаћена сољу поприлично је неподобна за развој већих шумских површина које уз јаке ветрове бивају лишене плодне подлоге за пуштање корена. Тиме су планине с једне стране лишене бујног растиња које с друге стране успевају осигурати додатном акумулацијом влаге и воде. Виши предели Велебита за разлику од котлине Лике имају већи број и удео облачних, али и ведрих дана. У вишим је планинским пределима (Велебит, Пљешивица) наоблака у најхладнијим месецима мања него у суседним завалама, а у топлом делу године је већа, где се стога проналази довољан број дана током изван сезонских рокова за активности попут пешачења, бициклизма (брдског), планинарења и сличних активности корисних за здравље људи. За класичне видове одмора у Хрватској, уобичајеним море и сунце одмором, резервисан је уски обални појас с плажама какве само планински обронци могу створити. Наиме осим у случају Балтичког штита такав је рељеф, где планински ланац директно чини и прелази у обалу, изузетно редак, барем у Европи.